# Nicolas Verdier
Nicolas Verdier (Nizza, 17 gennaio 1987) è un ex calciatore francese, di ruolo attaccante.

## Carriera

### Club
Cresciuto nelle giovanili dello Cannes, ha esordito il 20 maggio 2005 in un match perso 1-0 contro il Pau.

## Statistiche

### Presenze e reti nei club
| Stagione               | Squadra                | Campionato             | Campionato | Campionato | Coppe nazionali | Coppe nazionali | Coppe nazionali | Coppe continentali | Coppe continentali | Coppe continentali | Altre coppe | Altre coppe | Altre coppe | Totale | Totale | Totale |
| Stagione               | Squadra                | Comp                   | Pres       | Reti       | Comp            | Pres            | Reti            | Comp               | Pres               | Reti               | Comp        | Pres        | Reti        | Pres   | Reti   |        |
| ---------------------- | ---------------------- | ---------------------- | ---------- | ---------- | --------------- | --------------- | --------------- | ------------------ | ------------------ | ------------------ | ----------- | ----------- | ----------- | ------ | ------ | ------ |
| 2004-2005              | Cannes                 | N                      | 2          | 0          | CF              | 0               | 0               |                    | -                  | -                  |             | -           | -           | 2      | 0      |        |
| 2005-2006              | Cannes                 | N                      | 5          | 2          | CF              | 0               | 0               |                    | -                  | -                  |             | -           | -           | 5      | 2      |        |
| 2006-2007              | Cannes                 | N                      | 5          | 0          | CF              | 0               | 0               |                    | -                  | -                  |             | -           | -           | 5      | 0      |        |
| 2007-2008              | Cannes                 | N                      | 3          | 0          | CF              | 0               | 0               |                    | -                  | -                  |             | -           | -           | 3      | 0      |        |
| Totale Cannes          | Totale Cannes          | Totale Cannes          | 15         | 2          |                 | 0               | 0               |                    | -                  | -                  |             | -           | -           | 15     | 2      |        |
| gen.-giu. 2009         | Boulogne               | L2                     | 0          | 0          | CF+CdL          | 0               | 0               |                    | -                  | -                  |             | -           | -           | 0      | 0      |        |
| 2010-2011              | Arles                  | L1                     | 0          | 0          | CF+CdL          | 0               | 0               |                    | -                  | -                  |             | -           | -           | 0      | 0      |        |
| 2011-2012              | Gazélec Ajaccio        | N                      | 33         | 13         | CF              | 6               | 2               |                    | -                  | -                  |             | -           | -           | 39     | 15     |        |
| 2012-2013              | Gazélec Ajaccio        | L2                     | 23         | 4          | CF+CdL          | 0+2             | 0+1             |                    | -                  | -                  |             | -           | -           | 25     | 5      |        |
| Totale Gazélec Ajaccio | Totale Gazélec Ajaccio | Totale Gazélec Ajaccio | 56         | 18         |                 | 8               | 3               |                    | -                  | -                  |             | -           | -           | 64     | 21     |        |
| 2013-2014              | Brest                  | L2                     | 33         | 10         | CF+CdL          | 1+1             | 0               |                    | -                  | -                  |             | -           | -           | 35     | 10     |        |
| 2014-2015              | Brest                  | L2                     | 16         | 2          | CF+CdL          | 2+1             | 0               |                    | -                  | -                  |             | -           | -           | 19     | 2      |        |
| Totale Brest           | Totale Brest           | Totale Brest           | 49         | 12         |                 | 5               | 0               |                    | -                  | -                  |             | -           | -           | 54     | 12     |        |
| 2014-2015              | Malines                | D1                     | 15         | 1          | CB              | 2               | 0               |                    | -                  | -                  |             | -           | -           | 17     | 1      |        |
| 2015-2016              | Malines                | D1                     | 33         | 8          | CB              | 2               | 2               |                    | -                  | -                  |             | -           | -           | 35     | 8      |        |
| 2016-2017              | Malines                | D1                     | 28+7       | 9+0        | CB              | 2               | 0               |                    | -                  | -                  |             | -           | -           | 37     | 9      |        |
| 2017-gen. 2018         | Eupen                  | D1                     | 16         | 1          | CB              | 2               | 1               |                    | -                  | -                  |             | -           | -           | 18     | 2      |        |
| gen.-giu. 2018         | Malines                | D1                     | 4          | 0          | CB              | 0               | 0               |                    | -                  | -                  |             | -           | -           | 4      | 0      |        |
| Totale carriera        | Totale carriera        | Totale carriera        | 223+       | 50+        |                 | 21              | 6               |                    | -                  | -                  |             | -           | -           | 244+   | 56+    |        |